# 阿文希夫雷
阿文希夫雷，是西班牙卡斯蒂利亚-拉曼恰自治区阿尔瓦塞特省的一个市镇。总面积31km², 总人口950人（2001年），人口密度31人/km²。